# Füllstation Steinringsberg
Unter dem Namen Füllstation Steinringsberg wurde eine geheime militärische Anlage westlich von Herborn am Rande des Westerwaldes aus der Zeit des Zweiten Weltkrieges bekannt. Die im Bau befindliche, aber nie fertiggestellte Anlage sollte insbesondere der Betankung Deutscher Flugabwehrraketen vom Typ Wasserfall dienen. Die Anlage sollte zu diesem Zweck in einem Waldstück am gleichnamigen Steinringsberg am Rande des Westerwaldes errichtet werden, von wo aus sie über einen Gleisanschluss der Westerwaldquerbahn (Herborn-Rennerod-Fehl-Ritzhausen-Westerburg-Wallmerod-Montabaur) mit Raketen hätte beliefert werden können.